# Từ vựng tiếng Việt
Từ vựng tiếng Việt là một trong ba thành phần cơ sở của tiếng Việt, bên cạnh ngữ âm và ngữ pháp. Từ vựng tiếng Việt là đối tượng nghiên cứu cơ bản của ngành từ vựng học tiếng Việt, đồng thời cũng là đối tượng nghiên cứu gián tiếp của các ngành ngữ pháp học tiếng Việt, ngữ âm học tiếng Việt, phong cách học tiếng Việt, từ điển học tiếng Việt... Ngành từ vựng học tiếng Việt nghiên cứu về các khía cạnh của từ vựng tiếng Việt cũng chỉ phát triển mạnh trong giai đoạn gần đây.

## Nguồn gốc

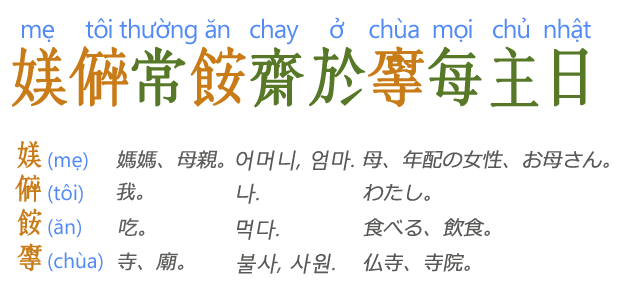
Các từ màu cam là Từ thuần Việt, các từ màu xanh là Từ Hán-Việt.